# 72 Seasons
72 Seasons és l'onzè àlbum d'estudi de la banda estatunidenca de heavy metal Metallica. Es va publicar el 14 d'abril de 2023 mitjançant el seu propi segell Blackened Recordings. Van comptar amb Greg Fidelman com a productor, que repetia després de ser-ho en el seu àlbum anterior, Hardwired... to Self-Destruct (2016).
Aquest treball inclou la seva cançó original més llarga fins al moment, «Inamorata», superant els onze minuts, només superada per la versió medley «Mercyful Fate» inclosa a l'àlbum Garage Inc..

## Producció
La banda va començar a treballar en aquest nou treball enmig de la pandèmia de COVID-19, però per aquest mateix motiu, van començar per separat cadascú en al propi estudi de casa seva i comunicant-se setmanalment. Aquesta situació no va ser gaire positiva ja que la composició de cançons noves va ser més lenta i aquest procés es va allargar més temps del desitjat.
El títol de l'àlbum, 72 Seasons, es tradueix com «72 estacions», concretament 72 estació de l'any que equival a 18 anys. James Hetfield va explicar el seu significat:
| « | Els primers 18 anys de les nostres vides que formen el nostre jo veritable o fals. El concepte que els nostres pares ens van dir "qui som". Un possible encasellament al voltant de quin tipus de personalitat som. Crec que la part més interessant d'això és l'estudi continuat d'aquestes creences bàsiques i com afecta la nostra percepció del món actual. Gran part de la nostra experiència adulta és recreació o reacció a aquestes experiències infantils. Presons de la infància o alliberar-nos d'aquelles esclavituds que portem. | » |

El 28 de novembre de 2022, Metallica va explicar tota la informació relacionada amb aquest treball, va anunciar el títol, la data de llançament, la llista de cançons i també una gira per Amèrica del Nord i Europa titulada M72 World Tour amb la inclusió de bandes com Pantera, Five Finger Death Punch, Ice Nine Kills, Greta Van Fleet, Architects, Volbeat, i Mammoth WVH.

## Llista de cançons
| Núm.          | Títol                    | Composició               | Durada |
| ------------- | ------------------------ | ------------------------ | ------ |
| 1.            | «72 Seasons»             | Hetfield Ulrich Hammett  | 7:39   |
| 2.            | «Shadows Follow»         | Hetfield Ulrich          | 6:12   |
| 3.            | «Screaming Suicide»      | Hetfield Ulrich Trujillo | 5:30   |
| 4.            | «Sleepwalk My Life Away» | Hetfield Ulrich Trujillo | 6:56   |
| 5.            | «You Must Burn!»         | Hetfield Ulrich Trujillo | 7:03   |
| 6.            | «Lux Æterna»             | Hetfield Ulrich          | 3:22   |
| 7.            | «Crown of Barbed Wire»   | Hetfield Ulrich Hammett  | 5:49   |
| 8.            | «Chasing Light»          | Hetfield Ulrich Hammett  | 6:45   |
| 9.            | «If Darkness Had a Son»  | Hetfield Ulrich Hammett  | 6:36   |
| 10.           | «Too Far Gone?»          | Hetfield Ulrich          | 4:34   |
| 11.           | «Room of Mirrors»        | Hetfield Ulrich          | 5:34   |
| 12.           | «Inamorata»              | Hetfield Ulrich          | 11:10  |
| Durada total: | Durada total:            | Durada total:            | 77:14  |

## Crèdits
Metallica
- James Hetfield – cantant, guitarra rítmica, producció
- Lars Ulrich – bateria, producció
- Kirk Hammett – guitarra principal
- Robert Trujillo – baix, veus addicionals

Producció
- Greg Fidelman – producció, mescles, enregistrament
- Sara Lyn Killion – enginyeria
- Jim Monti – enginyeria
- Jason Gossman – enginyeria addicional, edició digital
- Kent Matcke – enginyeria addicional
- Dan Monti – edició digital
- Bob Ludwig – masterització
- David Turner – art (portada)
- Lee Jeffries – fotografia retrat banda

## Posicions en llista
| Llista (2023) | Posició | Certificacions |
| ------------- | ------- | -------------- |
| Alemanya      | 1       | 1x Or          |
| Austràlia     | 1       |                |
| Canadà        | 1       |                |
| Espanya       | 2       |                |
| Estats Units  | 2       |                |
| França        | 1       | 1x Or          |
| Itàlia        | 3       |                |
| Japó          | 4       |                |
| Nova Zelanda  | 1       |                |
| Portugal      | 1       |                |
| Regne Unit    | 1       | 1x Plata       |